# Höstrudbeckia
Höstrudbeckia (Rudbeckia laciniata) är en växtart i rudbeckiasläktet, i familjen korgblommiga växter.